# Lilium (constelação)
Lilium, o lírio, é uma antiga constelação do hemisfério celestial norte. O genitivo, usado para formar nomes de estrelas, é Lilii. Era também conhecida como Musca Borealis, a Mosca Boreal. Foi criada em homenagem a Luís XIV de França, o Rei Sol, cujo símbolo era a flor-de-lis.
As constelações vizinhas, de acordo com as fronteiras modernas, seriam Perseus, Triangulum, Pisces e Aries.
Suas principais estrelas pertencem hoje à constelação de Aries, tendo sido eliminada pela UAI em 1922.